# Laemophloeus pusillima
Laemophloeus pusillima är en skalbaggsart som först beskrevs av Mannerheim 1843.  Laemophloeus pusillima ingår i släktet Laemophloeus och familjen ritsplattbaggar. Inga underarter finns listade i Catalogue of Life.